# Lake of the Woods (Californie)
Pour les articles homonymes, voir Lake of the Woods.
Lake of the Woods est une census-designated place du comté de Kern, dans l'État de Californie, aux États-Unis,. En 2020, elle compte une population de 790 habitants.